# 이케다 모토히사

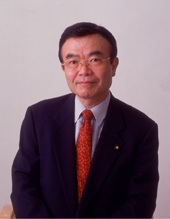

이케다 모토히사(池田 元久, 1940년 12월 20일~)는 일본의 정치인이다. 중의원 의원(6기). 일본사회당출신 민주당의원.

## 경력
와세다 대학 정치경제학부 졸업 후, 1964년, NHK에서 방송기자로 입국, 정치부 기자를 오랫동안 역임했다.
NHK 퇴국 후, 정계로 전신. 1990년 2월 18일 제39회 일본 중의원 총선거 당시 일본사회당（현재：사회민주당）에 출마 첫 당선. 1993년 제 40회 총선거에서 낙선. 그 후 무라야마 도모이치 아래 바뀐 사회 민주당과 결별, 민주당으로 이적. 1996년 제 41회 총선거에서 당선되었으며 2000년 제 42회 총선거에서 3번째로 당선되었다.
2003년 11월 9일 제 43회 총선거에서는 공명당의 우에다 이사무한테 근소한 차이로 졌지만, 비례구남관동권에서 부활 당선을 이루었다.
2005년 9월 11일 제 44회 총선거에서는 10만표를 상회하는 표를 획득하지만 우에다 이사무와 약 2만표차로 패배, 비례구에서도 낙선하였다. 하지만 2006년 4월 4일 나가타 히사야사가 의원을 사퇴하여 4월 18일 비례구에서 당선되었다. 2009년 제45회 일본 중의원 의원 총선거에서는 선거구 당선, 현재 6기째이다.
시즈오카 공항건설 반대의 국회의원 서명 활동으로 서명자로 참여하고 있다.